# Onthophagus granosus
Onthophagus granosus là một loài bọ cánh cứng trong họ Bọ hung (Scarabaeidae).